# Каменка (Меленковский район)
Каменка — деревня в Меленковском районе Владимирской области России, входит в состав Даниловского сельского поселения.

## География
Деревня расположена в 22 км к юго-западу от Меленок на небольшой реке Каменка.

## История
Деревня Каменкова впервые упоминается в 1715 году, как вошедшая в приход вновь построенной церкви в селе Пьянгус. Деревня являлась староверческим поселением. В ней до начала XXI века сохранялась община старообрядцев Федосеевского согласия.
В 1904 году деревня Каменка входила в состав Лавсинской волости Меленковского уезда Владимирской губернии и имела 123 двора при численности населения 625 чел.
Во время  лесных пожаров 2010 года деревня практически полностью сгорела. Жертв среди жителей деревни не было. Одной из причин пожара местные жители назвали халатность работников ООО «Владимирский лесопромышленный комбинат», совладельцем которого является Лев Лещенко. Жители  Каменки были переселены в деревню Иватино, где для них были построены новые дома.

## Население
| 1859 | 1897 | 1926 |
| ---- | ---- | ---- |
| 328  | 510  | 787  |

| 1859 | 1897 | 1905 | 1926 | 2002 | 2010 | 2021 |
| ---- | ---- | ---- | ---- | ---- | ---- | ---- |
| 328  | ↗510 | ↗625 | ↗787 | ↘99  | ↘13  | ↘0   |

## Транспорт и связь
В деревне имелось одноимённое сельское отделение почтовой связи (индекс 602124).

## Герои Великой Отечественной войны, жившие в д.Каменка
В деревне  имелся мемориал с фамилиями жителей деревни, участвовавших в Великой Отечественной войне. Среди них был и гвардия рядовой 2 стрелкового батальона Дронов Алексей Петрович (1907 г.р.), награжденный 11.04.1945 г. медалью "За отвагу".